# إيما بي. كار
إيما بي. كار (بالإنجليزية: Emma P. Carr) (و. 1880 – 1972 م) هي كيميائية، وأستاذ جامعي أمريكية، ولدت في هولميسفيل، توفيت في إيفانستون، عن عمر يناهز 92 عاماً.

## التعليم
تعلمت في جامعة شيكاغو، وتحصلت منها على دكتوراة في الفلسفة (حتى 1910)، وكلية ماونت هوليوك، وجامعة ولاية أوهايو.

## جوائز
حصلت على جوائز منها:
- James Flack Norris Award for Outstanding Achievement in the Teaching of Chemistry [الإنجليزية]‏ (1957)
- ميدالية غارفان أولين [الإنجليزية]‏ (1937).[8]